# Cot Cut
Cot Cut is een bestuurslaag in het regentschap Aceh Besar van de provincie Atjeh, Indonesië. Cot Cut telt 741 inwoners (volkstelling 2010).